# 伯夫赖涅
伯夫赖涅（法語：Beuvraignes，法語發音：[bœvʁɛɲ]）是法国上法蘭西大區索姆省的一个市镇，属于蒙迪迪耶区。

## 地理
伯夫赖涅（49°38'43"N, 2°46'6"E）面积14.45 平方千米，位于法国上法蘭西大區索姆省，该省份为法国北部沿海省份，北起加来海峡省和北部省，西接滨海塞纳省和大西洋英吉利海峡，南至瓦兹省，东临埃纳省。
与伯夫赖涅接壤的市镇（或旧市镇、城区）包括：阿米、马河畔卡尼、孔希莱波、克拉波梅尼勒、弗雷尼耶尔、马河畔鲁瓦、洛库尔、鲁瓦、蒂约卢瓦、韦尔皮利耶尔。
伯夫赖涅的时区为UTC+01:00、UTC+02:00（夏令时）。

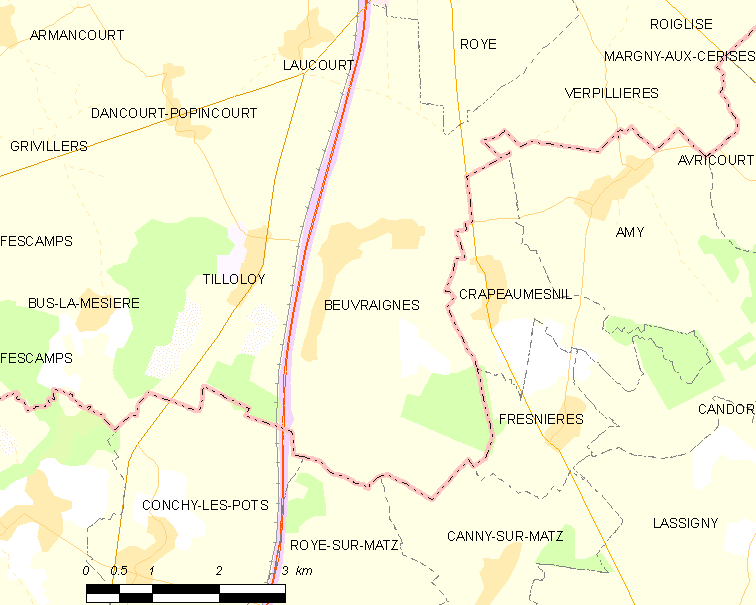
伯夫赖涅的OSM定位图

## 行政
伯夫赖涅的邮政编码为80700，INSEE市镇编码为80101。

## 政治
伯夫赖涅所属的省级选区为鲁瓦县。

## 人口

1962-2008年间伯夫赖涅人口变化图示

伯夫赖涅于2022年1月1日时的人口数量为880人。